# 卡朗特
卡朗特（法語：Quarante，法語發音：[kaʁɑ̃t] ⓘ）是法国埃罗省的一个市镇，位于该省西南部，属于贝济耶区。

## 地名
该地名与意为“四十”的法语词“Quarante”无关。

## 地理
卡朗特（43°20'48"N, 2°57'45"E）面积30.05 平方千米，位于法国奧克西塔尼大區埃罗省，该省份为法国南部沿海省份，南濒地中海，西南接奥德省，西北接塔恩省和阿韦龙省，东北与加尔省接壤。
与卡朗特接壤的市镇（或旧市镇、城区）包括：乌韦扬、卡佩斯唐、塞巴藏、克雷桑、克吕济、皮塞吉耶。

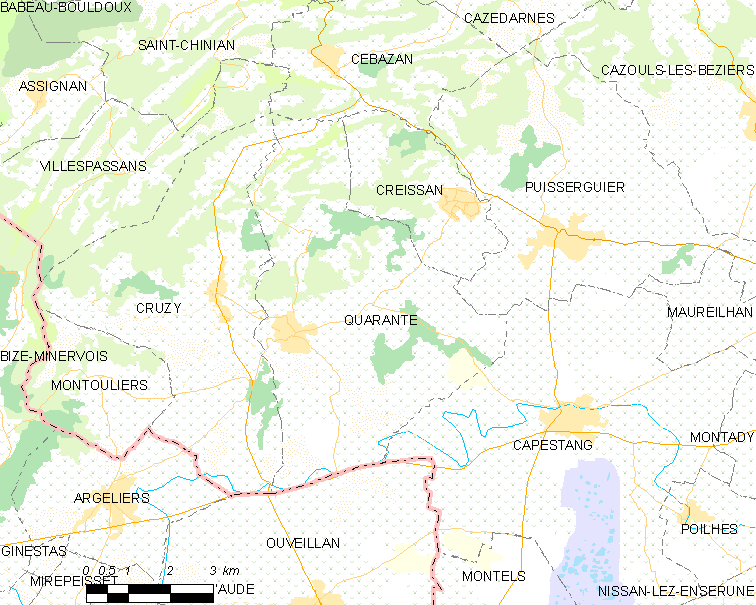
卡朗特的OSM定位图

卡朗特的时区为UTC+01:00、UTC+02:00（夏令时）。

## 行政
卡朗特的邮政编码为34310，INSEE市镇编码为34226。

## 政治
卡朗特所属的省级选区为圣庞斯德托米耶尔县。

## 人口

1962-2008年间卡朗特人口变化图示

卡朗特于2022年1月1日时的人口数量为1788人。